# Gradering (kampsporter)
Graderingar är vanligt bland kampsporter och är ett upprov där man ska bevisa att man behärskar den grad man ska ta. Ofta består graderingen i ett slags praktiskt prov, där de som ska gradera får gå upp och visa vad de kan under bestämda former. Graderingar brukar i de flesta fall fokusera på grundtekniker, och inte innehålla något kampmoment förrän ganska långt upp i graderingssystemet – undantag förekommer dock.
Graderna visas ofta med vilken färg man har på bältet, där de högre graderna, dangraderna, bär svarta bälten och de lägre graderade antingen bälten i olika färger som markering av grad, eller så bär alla kyugraderade vita bältet. Det förekommer även vita bälten med olika färgmarkeringar, såsom i svensk aikidos och ju-jutsuns barngrader, eller vita bälten med ett färgat längsgående band som i judons dito.
Det första graderingssystemet med dan- och kyugrader infördes av judons skapare Jigoro Kano. Detta kopierades sedan till andra moderna budokonster såsom karate, kendo, shorinjikempo och iaido. Även de koreanska kampsporterna, såsom taekwondo och hapkido, har lånat systemet med grader fast graderna där har annat namn som heter gup. Även inom vissa kung fu-organisationer förekommer graderingar i form av bälten, dessa är då oftast av siden. En del skolor inom wing chun utmärker elevens grad genom olika färger på tröjan som används vid träning.